# Нижняя Липица
Ни́жняя Ли́пица (укр. Нижня Липиця) — село в Рогатинской городской общине Ивано-Франковского района Ивано-Франковской области Украины.
Население по переписи 2001 года составляло 719 человек. Занимает площадь 16,734 км². Почтовый индекс — 77071. Телефонный код — 3435.
Через село протекает река Нараевка. Выше по течению реки расположено село Верхняя Липица.